# Mimanuga lunulata
Mimanuga lunulata is een vlinder uit de familie van de Euteliidae. De wetenschappelijke naam van de soort is voor het eerst geldig gepubliceerd in 1867 door Moore.